# Долинське (пункт контролю)
45°28′20″ пн. ш. 28°19′42″ сх. д. / 45.47222° пн. ш. 28.32833° сх. д.
Доли́нське — пункт пропуску через державний кордон України на кордоні з Молдовою.
Розташований в Одеській області, Ренійський район, неподалік від однойменного села, через яке проходить автошлях М15. Із молдавського боку знаходиться пункт контролю «Чишмікіой» неподалік від однойменного села, Вулканештський округ, Гагаузія, на автошляху місцевого значення до перетину із автошляхом E584.
Вид пункту пропуску — автомобільний. Статус пункту пропуску — міждержавний.
Характер перевезень — пасажирський, вантажний.
Пункт пропуску «Долинське» може здійснювати тільки радіологічний, митний та прикордонний контроль.
Пункт пропуску «Долинське» входить до складу митного посту «Ізмаїл» Південної митниці. Код пункту пропуску — 50007 15 00 (21).